# Збройні сили України 1990-х років
Збройні сили України 1990-х років — найважливіша ознака і гарант державності, суверенітету та територіальної цілісності України. 

## Формування
На зламі 1980—90-х років, у міру визрівання кризових явищ у СРСР, низка українських політичних течій та рухів поряд з гаслами державного суверенітету стала вимагати створення Україною територіальної армії. 16 липня 1990 р. ВР УРСР ухвалила Декларацію про державний суверенітет України, що стала першим офіційним документом, в якому засвідчувалися наміри республіки приступити до творення власних збройних сил. Цією ж ідеєю була позначена Постанова «Про проходження військової служби громадянами Української РСР і використання працівників правоохоронних органів за її межами», ухвалена ВР УРСР 30 липня 1990 р. Практичні кроки в напрямі розбудови українських збройних сил були зроблені після невдалої спроби державного перевороту, здійсненої ГКЧП в Москві 19—22 серпня 1991 р. 24 серпня, в день проголошення Акта незалежності України, Верховна Рада ухвалила рішення взяти під свою юрисдикцію всі розташовані на українській території військові формування Радянської армії та створити Міністерство оборони. Важливим заходом щодо будівництва національних збройних сил стала постанова кабінету міністрів від 30 вересня 1991 р. про те, щоб залишити українських призовників для проходження військової служби в Україні та не направляти їх на навчання до військових шкіл поза межі республіки інакше, як з гарантією повернення їх назад.
Союзне керівництво в Москві протидіяло процесові розбудови національних збройних сил у республіках, 4 і 14 листопада ВР СРСР ухвалила рішення про збереження єдиних збройних сил. Після підписання 8 грудня 1991 р. угоди про створення Співдружності Незалежних Держав СРСР припинив своє існування і процес розбудови збройних сил в Україні значно активізувався.
6 грудня 1991 р. Верховна Рада України прийняла закони «Про Збройні Сили України», «Про оборону України», а 13 грудня — Концепцію оборони і будівництва Збройних Сил України, які визначили основні принципи та напрями розбудови українського війська. 13 грудня Президент України Леонід Кравчук був проголошений Головнокомандувачем Збройних сил з підпорядкуванням йому трьох колишніх військових округів СРСР — Київського, Одеського та Прикарпатського. На базі цих округів та сил Чорноморського флоту ВМФ СРСР належало розпочати будівництво Збройних сил України. 
На нараді країн СНД 30 грудня 1991 р. у місті Мінську (Білорусь) Україна разом із Молдовою та Азербайджаном домоглася права на організацію власної армії. Наказом міністра оборони України від 3 січня 1992 р. розташовані на терені республіки війська почали складати присягу на вірність своєму народові (текст присяги був ухвалений ВР України 6 грудня 1991 р.). До 20 січня присягу склали 270 тис. військовослужбовців. 25 березня 1992 р. Верховна Рада України ухвалила постанову про введення в дію Закону України «Про загальний військовий обов'язок і військову службу». 5 квітня Президент України видав указ про невідкладні заходи щодо будівництва збройних сил України, в одному з пунктів якого йшлося про створення ВМС України на базі дислокованого на українській території Чорноморського флоту. Важливою подією стало прийняття Верховною Радою України 19 жовтня 1993 р. Воєнної доктрини України, яка мала оборонний характер і визначала позаблоковий статус держави. Стратегічними завданнями України оголошувалися захист її державного суверенітету і політичної незалежності, збереження територіальної цілісності й недоторканності кордонів.

## Подальший розвиток
Виконуючи вимоги договору про звичайні збройні сили в Європі, укладеного ще за часів СРСР, Україна до кінця 1996 р. знищила майже 2 тис. танків, 1,5 тис. броньованих машин, близько півсотні бойових літаків та ін. У цей період було проведено майже повне ядерне роззброєння (тактичну ядерну зброю вивезено до РФ ще до червня 1992. Особливо складним для розбудови збройних сил України виявилося питання розподілу між Україною та Росією Чорноморського флоту. Лише в червні 1995 р. Президент України Леонід Кучма та Президент РФ Борис Єльцин досягнули угоди про розподіл Чорноморського флоту, згідно з якою Україна отримувала 18,3 % кораблів, Росія — 81,7 %. 1 серпня 1997 року Україна вперше святкувала День ВМС України.
У грудні 1996 р. прийнято Державну програму будівництва та розвитку Збройних Сил України на період до 2005 року. Згідно з документом до складу збройних сил входять Суходільні війська, Військово-повітряні сили, Сили протиповітряної оборони і Військово-морські сили загальною кількістю близько 350 тис. осіб. У збалансованому будівництві всіх видів збройних сил, родів військ та спеціальних військ пріоритет у розвитку сьогодні віддається високоточній зброї підвищеної могутності, силам і засобам розвідки, повітряно-космічній обороні, радіоелектронній боротьбі, ракетним військам, авіації та аеромобільним частинам, перспективним типам надводних кораблів і підводних човнів. Військово-патріотичне виховання військовослужбовців Збройних Сил України здійснюється в національно-історичних традиціях українського народу. Одним із головних принципів виховання особового складу є глибоке вивчення історії України, її героїчного минулого. З урахуванням миролюбного зовнішньополітичного курсу держави успішно розвивається міжнародна військово-політична співпраця України. Зміцненню міжнародного авторитету Української держави сприяють різноманітні форми участі Збройних Сил України в миротворчих операціях Збройних сил Організації Об'єднаних Націй на теренах колишньої Югославії, в Анголі, Сьєрра-Леоне, Таджикистані тощо, спільних військових навчаннях зі збройними силами НАТО та СНД.

## Склад та озброєння Збройних сил у 1991 році
У 1991 році на території України дислокувались 3 загальновійськові та 2 танкові армії, армійський корпус, чотири повітряні армії, окрема армія протиповітряної оборони (9 бригад ППО), 43 ракетна армія стратегічних ядерних сил СРСР, Чорноморський флот з корабельним складом понад 850 суден (бойових кораблів, катерів та суден забезпечення, у тому числі унікальні судна «Академік Сергій Корольов» та флагман космічного флоту «Космонавт Юрій Гагарін»), два вузли системи попередження про ракетний напад, інші військові формування. Загальна чисельність особового складу становила понад 800 тис.; понад 9 тис. одиниць танків, понад 11 тис. одиниць броньованих машин піхоти та десанту, близько 3 тис. літальних апаратів з яких 1090 — бойові літаки (винищувачі Су-27, Міг-29; бомбардувальники Су-24М, штурмовики Су-25; стратегічні важкі бомбардувальники 25 од. Ту-95 МС і 19 од. Ту-160, а також близько 200 од. інших бомбардувальників, зокрема бомбардувальники Ту-22 різних модифікацій; розвідувальні Су-24МР, військово-транспортні літаки, тощо), 900 — вертольотів (ударні Мі-24, багатоцільові Мі-8, тощо з яких 330 бойові), понад 850 кораблів та суден забезпечення.
На той час Україна була ядерною державою, отримавши третій після США та Російської Федерації ядерний арсенал. Його основу становили шість дивізій 43-ї ракетної армії колишнього СРСР, що були розташовані на території України. При цьому, на початок 1994 року на озброєнні 43-ї ракетної армії було 176 ракетних комплексів типу «ОС» («Окремий старт»), що мали на озброєнні 130 ракет класу РС-18 «Стілет» (SS-19) та 46 ракет класу РС-22 «Скальпель» (SS-24). Перші несли по 6 ядерних боєголовок (загалом 780), а SS-24 — по 10 (460). Разом 1 240 боєголовок із стратегічними зарядами, всього ж на озброєнні перебувало 1272 ядерних боєголовок.
Україна мала також щонайменше 2 883 одиниці тактичної ядерної зброї. Українським ракетникам залишилися в спадок від СРСР оперативно-тактичні комплекси Р-300 з дальністю ураження до 300 км і тактичні комплекси «Точка» і «Точка-У» з дальністю стрільби 70-120 км. Вони могли нести тактичні ядерні заряди малої та середньої потужності.
На озброєнні Військово-Повітряних Сил перебувало понад 240 стратегічних бомбардувальників, зокрема 44 одиниці унікальних стратегічних важких бомбардувальників (25 од. Ту-95МС і 19 од. Ту-160), які могли нести ядерну зброю. Наприклад, Ту-160 являє собою надзвуковий стратегічний бомбардувальник - носій крилатих ядерних ракет, в тому числі до 12 штук Х-55 з 200- кілограмовими ядерними зарядами і дальністю ураження цілі до 3 тисяч кілометрів і з огляду на бойовий радіус дії в 6000 км це була дуже потужна одиниця озброєння ЗСУ.

## Командування ЗСУ у 1990-х рр.
Верховні Головнокомандувачі:
- Леонід Кравчук (1991—1994)
- Леонід Кучма (1994—2005)

Міністри оборони України:
- Костянтин Морозов (вересень 1991 — жовтень 1993)
- Віталій Радецький (жовтень 1993—серпень 1994)
- Валерій Шмаров (жовтень 1994 — липень 1996)
- Олександр Кузьмук (липень 1996—2003, вересень 2004 —  лютий 2005)